# Ficus trichopoda
Cet article concerne Ficus trichopoda Baker, 1883. Pour Ficus trichopoda H.Lév., 1913, voir Ficus sarmentosa var. luducca.
Espèce
Synonymes
- Ficus budduensis Hutch.[2]
- Ficus congensis Engl.[2]
- Ficus flavovenia Warb.[2]
- Ficus hippopotami Gerstner[2]
- Ficus zuvalensis Sim[2]

Statut de conservation UICN

 LC  : Préoccupation mineure
Ficus trichopoda est une espèce de plantes à fleurs de la famille des Moraceae et du genre Ficus, présente en Afrique tropicale.

## Description
C'est un arbre ou arbuste à feuilles persistantes atteignant 5-10-25 m de hauteur, avec fréquemment des racines-échasses ou à colonne, et dont les figues, rouges ou jaunes à maturité, mesurent 1 à 2 cm de diamètre,.

## Distribution
L'espèce est présente dans de nombreux pays d'Afrique tropicale continentale et à Madagascar. Toutefois elle n'a pas été observée en Éthiopie.

## Habitat
On la rencontre dans les forêts marécageuses, le long des cours d'eau, à la lisière des forêts dans les zones de savane, dans les vallées humides, à une altitude comprise entre 0 et 1 200 m.

## Utilisation
Les fibres de l'écorce interne, récoltée à l'état sauvage, sont utilisées pour fabriquer de la corde et de la ficelle. L'espèce est parfois cultivée comme plante ornementale.